# Boros Tamás (festő)
Boros Tamás (Sátoraljaújhely, 1959. december 18. – ) magyar festőművész, grafikus, szobrász. A Magyar Alkotóművészek Országos Egyesületének (MAOE), a Magyar Képzőművészek és Iparművészek Szövetségének (MKISz), a MANK tagja.
Mesterének Kassák Lajos egyetlen tanítványát, Fajó Jánost tartja.
Alkotásai eredendően absztrakt, geometriai alapelvű szerkezetűek, a geometrikus tradíciókból, a konkrét művészet szemléletéből építkezik. Világosan szerkesztett, a tiszta forma és a kompakt színekkel készített alkotásai optimizmust sugároznak.

## Élete
1974 óta szerepel kiállításokon alkotásaival. 1975 nyarán megismerkedett Lantos Ferenc képzőművésszel tokaji diáktáborban, aki egy biztosabb és magabiztos irányba terelte művészeti vonzódását. 1978-ban megrendezték első önálló kiállítását Sátoraljaújhelyen. 1978-tól Budapesten él. 1979-ben megismerkedett Fajó Jánossal, akivel egy életre szóló atyai jó baráti viszony alakult ki közöttük. Fajó rábeszélésére lemond a főiskoláról és bevonja a Pesti Műhely munkájába, sőt a Józsefvárosi Galéria tevékenységébe is. 1979–99 között részt vett a Pesti Műhely munkájában, ahol saját és konkrét kortárs művészek szerigráfiai alkotásait és mappáit nyomtatta: pl. Kassák, Vasarely, Schöffer, Max Bill, Fajó János és Józsefvárosi Galéria. 1979-től állandó tagja Fajó János Szabadiskoláinak (Gönc, Encs, Szerencs). 1979–88 segíti a Józsefvárosi Galéria tevékenységét – képeslapok, meghívók, plakátok, mappák, katalógusok tervezése és kivitelezése. Alkotásaival maga is részt vesz a galéria kiállításain. 1982-től Fajó egyedüli jogutódja a Pesti Műhelynek, ahol az ő első tanítvány nemzedéke közül, Bányász Évával és Boros Tamással közösen dolgoznak, s megteremtik a hazai vizuális előadó művészet műfaját. A legszebb kortárs művészek kiadványait, művészi nyomatokat, mappákat, professzionális, korát megelőző technikai perfekcionizmus szinten, világszínvonalon közösen alkotják, közben a munkakapcsolatuk barátsággá alakul. 1983–95-ig tagja a Fiatal Képzőművészek Stúdiójának. 1984-ben megjelenteti első szitamappáját 3 alkotásával – Pesti Műhely. 1986–99-ig Encsen, majd Szerencsen a Fajó János vezette nyári Szabadiskola és Alkotótábor szitanyomtatást tanít. 1988-ban megjelenik második szitamappája 13 alkotással a Pesti Műhely közreműködésével és „Mészáros István: Történet egy mappához” című írásával. 1989-ben megjelenik harmadik, „BAND” című szitamappája, 4 alkotásával, melyet alkotói hallgatás, de nem elhallgatás követ. 1990 – Szovjetunió (Senej) – State University of Art (Moszkva), négyhetes szerigráfiai kurzust irányít pályakezdő művészeknek és tanároknak. 1990–2000 között saját alkotó/tervező/kivitelező stúdiót vezet. 2000–2006-ig Szerencsen a „Nemzetközi Iskola és Művésztelep” grafika és digitál-technika szekció vezető tanára. 2002-ben megrendezik „Retrospektív” kiállítását Sátoraljaújhelyen, a Kazinczy Múzeumban. 2004-ben megjelenik könyve, mely 1974-2004 között készült alkotásainak és képzőművészetének rövid áttekintése, ismert írók, művészettörténészek, képzőművészek ajánlásaival (ISBN 963 216 389 3). 2017-ben alapítója és vezetője a „Nemzetközi Alkotóműhely és Művésztelep”-nek, Pannonhalmán.

## Egyéni kiállítások
- 1978 Művelődési Központ Kiállítóterme, Sátoraljaújhely
- 1980 Struktúra kísérletek, Nehézipari Műszaki Egyetem E/7 aulája, Miskolc
  - Ultraviolás kiállítás, Kandó Kálmán Villamosipari Műszaki Főiskola, Budapest
  - Struktúra kísérletek, Műszaki Egyetem „Galéria 11”, Budapest
  - Ultraviolás kiállítás, Fővárosi Tanács Mező Imre Kollégiuma, Budapest
  - Fotogramok – Szitanyomatok, Vasas Minigaléria, Budapest
  - Csepel Galéria (Óvári Gézával és Szlabey Zoltánnal), Budapest
  - Művelődési Központ Kiállítóterme (Krivanik Józseffel és Tõkey Péterrel), Nyíregyháza
- 1981 Objekt-I., Pince-klub (Szlabey Zoltánnal), Budapest
- 1983 Fotogramok – Szitanyomatok, Vasas Minigaléria, Budapest
  - Objekt-II., Ferencvárosi Pincetárlat (Szlabey Zoltánnal), Budapest
  - Objekt-III., Csepel Galéria (Szlabey Zoltánnal), Budapest
- 1984 Festmények, grafikák, objektek (3 lapos szita mappa), Fiatal Művészek Klubja, FEHÉR ÉS FEKETE kiállító, Budapest
- 1986 Sériographique (leporeló szita katalógus), Lila Iskola Galéria, Budapest
  - Boros Tamás és konkrét művészeti gyűjteménye, Kernstok Terem, Tatabánya
- 1989 Sériographique, Fiatal Művészek Klubja, FEHÉR ÉS FEKETE kiállító (13 lapos szita mappa /1988/, majd 4 lapos szita mappa /1989/), Budapest
- 1990 Szitamappák, Yon Gallery, Seoul, Korea
  - Sík és forma, State University of Art, Senej, Szovjetunió
- 2000 Szitanyomatok, md studio Gallery – MEGA CENTER, Budapest
- 2001 Digitart-festmények, Galéria 21 /Csepel/, Budapest
- 2002 RETROSPEKTÍV, Kazinczy Múzeum, Sátoraljaújhely
  - Festmények, grafikák (Életünk – műmelléklete), Pécsi Kisgaléria, Pécs
- 2003 Képválogatás – 1982-2002 (katalógus), Csepel Galéria, Budapest
- 2004 Hotel Flamenco – aula (Ézsiás Istvánnal), Scheffer Galéria rendezésében, Budapest
- 2005 Síkban és térben (katalógus), Aranytíz Átrium Galéria, Budapest
  - Válogatott alkotások, Millennium Center, ARTSZEM Modern Művészeti Galéria, Budapest
  - Átfedések, Zsolt Udvar Galéria, Budapest
- 2017 Forma és szín, MTA Geometria Galéria, Győr
  - Review, K28 Galéria, Budapest
  - Tér és forma (katalógus), byArt Galéria és Art9 Galéria, Budapest

## Csoportos kiállítások /válogatás/
- 1974 „Országos Téli Olympiai Plakátpályázat” – Sátoraljaújhely
- 1978 „Sátoraljaújhelyi Képzőművészek” – Tokaji Galéria, Tokaj
  - „Képzőművészeti Diáktábor 10 éves jubileumi kiállítása” – Művelődési Ház, Tokaj
- 1979 „Vizuális Művészeti Hónap” – Fővárosi Művelődési Ház, Budapest
- 1980 „Síkburkolatok” – Józsefvárosi Galéria, Budapest
  - „Képeslap” – Józsefvárosi Galéria, Budapest
  - „La Biennale Di Venecia ‘80” – Velence, Italy
  - „I. Országos Vizuális Kísérleti Alkotótelep” – MMK Galéria, Paks
  - „Intergrafia ’80” – Katowice, Lengyelország
- 1981 „Pesti Műhely 1974-1981” – Pécsi Galéria, Pécs
  - „VI. Expo Arte” Gallery JK – Bari, Italy
- 1982 „Az ékszer” – Józsefvárosi Galéria, Budapest
  - Képzőművészeti kiállítás és vásár – Hungart Expo, Budapest
  - „Országos Képzőművészeti Kiállítás” – Műcsarnok, Budapest
  - „Alkotótáborok – Művésztelepek”– Fővárosi Művelődési Ház, Budapest
- 1983 „Pesti Műhely 1974-1983” – Józsefvárosi Galéria, Budapest
  - „Stúdió '83” – Ernst Múzeum, Budapest
  - „XII. Országos Grafikai Biennálé” – Miskolci Galéria, Miskolc
  - „Vizuális Művészeti Hónap”– Budavári Palota „E” épület, Budapest
- 1984 „Országos Képzőművészeti Kiállítás” – Budapest, Műcsarnok
  - „Maria Fesztivál” – Belvárosi IH, Budapest
- 1985 „Centro Documentazione Edizioni Arte” Gallery JK – Rome, Italy
  - „XIV. Országos Grafikai Biennálé” – Miskolci Galéria, Miskolc
  - „Stúdiósok” – Almássy téri Szabadidőközpont, Budapest
  - „Stúdió '85”– Ernst Múzeum, Budapest
- 1986 „Dunaújvárosi Tárlat – I. Grafika” – Uitz Terem, Dunaújváros
  - „Művészet Ma I. – Nemzetközi Kiállítás” – Hilton Hotel, Budapest
  - „XXV. Nyári tárlat” – Móra Ferenc Múzeum, Szeged
  - „hommage à max bill” – Józsefvárosi Galéria, Budapest
  - „Stúdió ‘86” – Budavári Történelmi Múzeum, Budapest
  - „Fiatal Képzőművészek Stúdiója” – Ezüstpart Üdülő Galéria, Balatonszéplak
  - „Telkibánya, Gönc, Encs 1976-1986” – J. Galéria, Budapest
- 1987 „XV. Országos Grafikai Biennálé” – Miskolci Galéria, Miskolc
  - d’Atelier St. Alban – Basel, Switzerland
  - „IX. Balatoni Nyári Grafikai Biennálé” – Tihanyi Múzeum, Tihany
  - „Stúdió ‘87” – Ernst Múzeum, Budapest
  - „Művészet Ma II. – Nemzetközi Kiállítás” – Budapest Galéria, Budapest
  - „Fiatal Magyar Képzőművészek” – Centrum Sztuky, Varsó
- 1988 „Spring Exhibition” – Műcsarnok, Budapest
  - „Stúdió '88” – Ernst Múzeum, Budapest
- 1989 „Kunstmesse” Műgyűjtő Galéria – Basel, Svájc
- 1990 „Kunstmesse” Műgyűjtő Galéria – Basel, Svájc
  - „Stúdió ‘90” – Ernst Múzeum, Budapest
- 1991 „Kunstmesse” Műgyűjtõ Galéria – Basel, Svájc
  - „Stúdió ’91” – Magyar Nemzeti Galéria, Budavári Palota, Budapest
- 1992 „Stúdió ’92” – Ernst Múzeum, Budapest
  - „Budapest Art Expo II.” – Hungexpo, Budapest
- 1993 Young Hungarian Artist In Finland – Imarta, Nurmesz, Kuopio, Finnország
  - „Stúdió ‘93” – Budapest Galéria, Budapest
  - „A mester köszöntése” – Kassák Múzeum, Budapest
- 1994 „Budapest Art Expo IV.”, Pesti Műhely – Hungexpo, Budapest
  - „A 80-as évek képzőművészete” – Ernst Múzeum, Budapest
  - „Projekt 30x30, Konkrete Kunst International” – Wilhelm Hack Museum, Ludwigshafen, Németország
- 1995 „Budapest Art Expo V.” Pesti Műhely – Hungexpo, Budapest
  - „XIX. Nyári Szabadiskola” – Kassák Múzeum, Budapest
  - „Stúdió '95” – Vigadó Galéria, Budapest
  - „Konkrete Kunst Internationaal Projekt 30x30”– Museum 't Coopmanshûs, Franeker, Netherlands
  - „Szabad geometria” – Kassák Múzeum, Budapest
  - „Konkrete Kunst International, Projekt 30x30” – Stedelijk Museum, Amszterdam, Hollandia
- 1996 „Hommage à Kassák”, Magyar és külföldi művészek alkotásai (1922-1994) – Kassák Múzeum, Budapest
  - „BAE ’96, Art Expo VI.” – Hungexpo, Budapest
- 1997 „Konstruktivista törekvések Kassáktól napjainkig” – BAUMAX, Budapest
- 1998 „Art Expo VIII.” – Ráday Galéria, Budapest
- 1999 „Szitanyomás” – Magyar Képzőművészeti Főiskola, Barcsay-terem, Budapest
  - „Volt egyszer egy Józsefvárosi Galéria” – Kévés Stúdió Galéria, Budapest
  - „Pure Abstrakt Art” 30x30/40x40 – Mondrianhais, Amersfort, Hollandia
  - „Geo-grafie, Geo-metrie” – Ráday Galéria, Budapest
- 2000 „Egy gyűjtemény képei” – md studio galéria, MegaCenter, Budapest
  - „A jövő ma” – Kévés Stúdió Galéria, Budapest
- 2001 „MEO – Kortárs Művészeti Gyűjtemény” – Blitz Galéria, Budapest
  - „Új mechanizmus” – MEO, Budapest
  - „II. Abádszalóki Művésztelep” – Abádszalók
  - „Hommage à XX. század” – Kôkapui Nemzetközi Művésztelep, Kôkapu
- 2002 „Megnyitó” – Új Udvar Galéria, Budapest
  - „Gyűjtők & Gyűjtemények Mindenművészeti Magazin” 5 éves fennállásának kiállítása – Szombathelyi Képtár, Szombathely
  - „Játék, absztrakció a geometrikus művészeti törekvésekben (80-as 90-es évek)”, Nemzetközi Kortárs Művészeti kiállítás – Somogyi Galéria, Pápa
  - „Mozgás–Játék–Absztrakció” a '80-as '90-es évek geometrikus törekvéseiben c. kiállítás – Művészetek Háza, Csikász Galéria, Veszprém
  - „Tópaletta, Tisza-tavi Nemzetközi Művésztelep” – Galéria 21, Budapest
  - „Építészet és művészet 10 kiállítás tükrében” – Kévés Stúdió Galéria, Budapest
  - „Zempléni Instrumentum I.” – Lavotta Galéria, Sátoraljaújhely
  - „Szabadtéri szoborkiállítás” – Millenáris Park, Budapest
  - „Tiszta Szívvel” Árverés – Budapest Galéria, Budapest
  - „MEO Art Fair 2002” – MEO, Kortárs Művészeti Gyűjtemény, Budapest
  - „Kortárs Képzőművészeti Kiállítás és Aukció” – Hotel Fiesta Galéria, Budapest
- 2003 „Tavaszi Grafikai Hetek” – Fény Galéria, Budapest
  - „Kőkapu – Nemzetközi Művésztelep” kiállítása – MKISz kiállítóterem, Budapest
  - „Európa szoborpark” állandó szabadtéri kiállítás – Kőkapu
  - „IV. Országos Szinesnyomat Grafikai Kiállítás / Szitanyomatok” – Művészetek Háza, Szekszárd
  - „Határok és átjárások az éremművészetben” – Magyar Intézet, Párizs
  - „Frontieres et Passages dans l’ art de la Medailles” – Institut Hongrois de Paris, Párizs
  - „Blitz Téli Aukció” – Kempinski Hotel, Budapest
  - „Új konkrétok” MEO Art Fair – MEO–Kortárs Művészeti Gyűjtemény, Budapest
- 2004 „Kőkapu Nemzetközi Művésztelep és Európa szoborpark” – Miskolci Galéria Városi Művészeti Múzeum, Miskolc
  - „Premier”, MAOE kiállítása – Duna Galéria, Budapest
  - „Határok és átjárások az éremművészetben, Párizs-Budapest” – Árkád Galéria, Budapest
  - „Dialógus-2004” – Millennium Szalon, Budapest
  - „costruttivismo-concretismo-cinetismo-madismo”, Universo esprit de geometrie – Comune de San Nicola la Strada, Caserta, Italy
  - „Kisszobor kiállítás”, Art Café Liget terasz – Hősök tere, Budapest
  - „Modern porcelánok – porcelán szoborkert” – Porcelán Múzeum, Hollóháza
  - „Hommage à Csiky Tibor” – Lavotta Galéria, Sátoraljaújhely
  - „Európa-szoborpark Kispesten” – Kispesti Vigadó Galéria és kertje, Budapest
  - „Szöllősi-Nagy–Nemes gyűjtemény” – Szentendrei Malom, Szentendre
  - „Magyar művészek Franciaországban”, Collection Szöllôsi Nagy-Nemes – Institut Hongroise, Paris
  - MADI Múzeum – Dallas /USA/
  - „Árnyékkötők-retrospektív” – Miskolci Galéria, Miskolc
  - „Omaggio all’arte geometrica” – Museo Bargellini, Bologna, Italia
- 2005 „Áldozat–Engesztelés” – Magyar Zsidó Múzeum, Budapest
  - „Omaggio all’arte geometrica” – MADI Museum & Gallery, Dallas, USA
  - „Nemzetközi Acélszobor Fesztivál” – Csepeli Rákóczi Kert, Budapest
  - „Határesetek éremkiállítás” – Szófia (Bulgária)
  - „Szalmaszál – Jótékonysági Árverés” – Centrális Galéria, Budapest
  - „Kortárs magyar művészeti alkotások jótékonysági árverése”, Egészséges Nemzedékért Alapítvány – Nagyházi Galéria és Aukciósház, Budapest
  - „Nemzetközi Európa-Szoborpark I.” – Vetési Albert Gimnázium parkja, állandó kiállítás, Veszprém
  - „Konstruktív tér – Nemzetközi Játékfesztivál, Nemzetközi Szabadtéri Szoborkiállítás” – Köztársaság liget, Pápa
  - „Nemzetközi Szoborkert” – Hatvany Lajos Múzeum, Hatvan
  - „Kossuth mítoszok”, Állandó Kortárs Magyar Képzőművészeti Kiállítás – Kossuth ház, Olaszliszka
  - „Nemzetközi szoborkert Csiky Tibor emlékére” – Önkormányzat, Olaszliszka
  - „Hommage a Csiky Tibor”– Lavotta-ház Galéria, Sátoraljaújhely
  - „Omaggio all’arte geometrica” – Madi Museum & Gallery, Dallas (USA)
  - „Között – Magyar posztgeometrikus művészet II.” – Vízivárosi Galéria, Budapest
- 2006 „Dimension Invention”, Nemzetközi kiállítás – ArtSzem Modern Művészeti Galéria, Budapest
  - „Veszprémi Nemzetközi Művésztelep és az International Geometric Art” kiállítása – Magyar Építőipari Múzeum, Veszprém
  - „Posztmodern és neo-avantgard porcelán”, francia–magyar kortársművészeti kiállítás– Hatvany Lajos Múzeum, Hatvan
  - „International Geometrigue Art” – Grand Hotel Hungaria Galéria, Budapest
- 2007 „Art Intergeometria, 120 éve született Kassák” – Hatvany Lajos Múzeum, Hatvan
  - „Európa Szoborpark művészei és posztmodern porcelánok” – Palóc Múzeum, Balassagyarmat
  - „A veszprémi Európa Szoborpark művészei és meghívott barátaik” – Muzeul de Arta Brasov, Brassó (Románia)
  - „A tárgytól a formáig” – Fény Galéria, Budapest
  - „Nemzetközi Grafikai Kiállítás” – Fény Galéria, Budapest
  - „Arte-Geometria Villa Romana”, kortárs képzőművészeti kiállítás – Vetési Albert Gimnázium képtára, Veszprém
  - „Szalmaszál a Hajléktalanokért Közhasznú Alapítvány, jótékonysági árverés anyagának kiállítása” – Centrális Galéria, Budapest
  - „Haraszty István (Édeske) kortárs gyűjteményének kiállítása” – KOGART, Budapest
- 2008 „Nemzetközi Kortárs Szabadtéri Szoborfesztivál” – Sétálóutca, Kaposvár
  - „Belga-magyar találkozó – Exposition”, Magyar Kultúra Alapítvány – Chateau-Buda, Budapest
  - „Rencontres, Hongroises – Belgo” – Abbaye de Forest Galerie D’Art, Place Saint-Denis, Bruxelles (Belgium)
  - „Szalmaszál a Hajléktalanokért Közhasznú Alapítvány, jótékonysági árverés anyagának kiállítása” – Centrális Galéria, Budapest
- 2009 „Art-Industriel Futuro 2009”, Magyar Szobrász Társaság kiállítása – MMK, Kassák Galéria, Dunaújváros
  - „Sopron Un Jardin D’Art”, Nemzetközi szoborfesztivál – Körmendi Galéria, Anna Átrium, Sopron
  - „10 év” – Kévés Stúdió, Budapest
- 2010 „100 magyar képzőművész sokszorosított grafikája” – Debreceni Művelődési Központ, Debrecen
- 2011 „Geometrikus alkotások” – Fény Galéria, Budapest
- 2012 „35 év Telkibányától Szerencsig (1976-2012)” – Fuga Galéria, Budapest
- 2017 „I. Nemzetközi Alkotóműhely és Művésztelep” – Hefter Gallery, Pannonhalma
  - „XXXIX. Nyári Tárlat” – REÖK Palota, Szeged
  - „FORMÁK, TEREK, DIMENZIÓK”, válogatás a Rechnitzer gyűjteményből – Z-Galéria, Zichy-palota, Pozsony
  - „3D – 2017 szoborkiállítás”, Magyar Szobrász Társaság – MANK Kiállítóterme, Szentendre
  - „GENERÁCIÓK” – Kévés Stúdió Galéria, Budapest
- 2018 „6. Tavaszi Tárlat”, Keszi-Art vendégművészeként – ByArt Galéria, Budapest
  - „II. Nemzetközi Alkotóműhely és Művésztelep” – Torula Művésztér Galéria, Győr

## Tanulmányút, ösztöndíjak, szimpozionok
- 1982 Bulgária (Burgas) – tanulmányút
- 1987 Svájc (Basel) – meghívásos tanulmányút
- 1990 Szovjetunió (Senej), State University of Art – International Symposion
- 1992 Görögország (Athén) – meghívásos tanulmányút
- 2003 Hollóházán a Porcelán Symposion
- 2008 Bologna – tanulmányút

## Jelentős könyvművészeti munkássága, fontosabb kiadvány közreműködései /válogatás/
Tamkó Sirató Károly: LE PLANISME 1936, szitamappa /Pesti Műhely, 1981/ • Gulyás Gyula: Kövek /Pesti Műhely 1982/ • Mattis Teutsch János Linoleum-albuma, facsimile kiadás /Pesti Műhely 1983/ • Vasarely – szita mappái /Pesti Műhely, 1983, 1984, 1985/ • Kassák Lajos: 12 képarchitektúra, szita mappa Kassák Lajos születése századik évfordulójára /Pesti Műhely, 1986/ • Max Bill: Transcoloration, budapesti szita mappája /Pesti Műhely, 1986/ • Nikolas Schöffer Varigráfiák, szita mappa /Pesti Műhely, 1987/ • MADI Art Periodical I. és II. /MADI Múzeum alapítvány, 1998/ • Fajó János – életműkönyv /Vince Kiadó, 1999/ • Fajó János: Síkfestészet – tankönyv /Vince Kiadó, 1999/ • Fajó János: Az én mesterem • Kassák műhelyében, könyv /Vince Kiadó, 2003/ • Vass László Collection, zsebkönyvek /Art V. Premier, 2004/ • Simon András, könyv /ArtMozaik, 2004/ • Lossonczy Tamás: A vízió állandóan változik, könyv /Ernst Múzeum, 2004/ • Fajó: Az út – életműkönyv /Pauker Kiadó, 2016/ • Würtz Ádám Jr.: A látómeződön kívül, könyv /Pauker Kiadó, 2017/

## Művek közgyűjteményekben /válogatás/
Sátoraljaújhely, köz- és magángyűjtemények • Paksi Képtár, Paks • Miskolci Galéria • Árnyékkötők Archívum, Budapest • Viktor von Henk, Frankfurt, Németország • Seoul, Yon Gallery, Korea • State University of Art Senej, Szovjetunió • FMK, Budapest • J. Galéria, Budapest • Alkotótábori Egyesület Alapítvány, Hidasnémeti • Tamperei Mältinranta Művészeti Központ, Finnország • Kassák Emlékmúzeum, Budapest • Arion Editor, Budapest • Abádszalóki Önkormányzat, Abádszalók • Kortárs Művészeti gyűjtemény, Budapest • Blitz Modern, Budapest • MEO – Kortárs Művészeti Gyűjtemény, Budapest • Kévés György gyűjteménye, Orczy Udvar Aula, Budapest • Nudelman László gyűjtemény, Budapest • Kazinczy Múzeum, Sátoraljaújhely • Haraszty István, Kortárs Képzőművészeti Gyűjtemény, Budapest • Művészeti Műhely Alapítvány, Budapest • Európa szoborpark, Kőkapu • Szöllősi-Nagy–Nemes collection, Párizs, Franciaország • MADI Múzeum – Dallas /USA/ • Rechnitzer Gyűjtemény, Győr • „Nemzetközi Alkotóműhely és Művésztelep”, Pannonhalma

## Megjelent kiadványai, könyvei /válogatás/
- 1980 „Fekete-fehér disztingvációk a Bor-Lant sorozatból” (3 példányos kiadvány), Arion Editor (1990-facsimile), Budapest
- 1984 „boros”, 3 lapos szita mappa, Pesti Műhely, Budapest
- 1988 „Boros Tamás” 13 lapos szita mappa, Pesti Műhely, Budapest
- 1989 „Band” 4 lapos szita mappa, Pesti Műhely, Budapest
- 2003 „Képválogatás 1982-2002”, katalógus, Riss Kiadó, Budapest
- 2004 „Boros Tamás”, könyv, ArtMozaik, Budapest (ISBN 963 216 389 3)
- 2005 „A háromszög hálójában”, katalógus, Managerpress, Budapest
- 2017 „Szín-tér-forma”, katalógus, Magánkiadás, MADI Kft., Budapest